# Waharoa
Waharoa — рід еомістицидових вусатих китів з пізнього олігоцену (чатті) Нової Зеландії. Його ідентифікували з відкриттям Waharoa ruwhenua Boessenecker і Fordyce (2015), що додало новий рід і вид до монофілетичної родини Eomysticetidae.

## Опис
Waharoa ruwhenua мав рострум, який був менш гнучким, ніж у сучасних беззубих містіцетів, але набагато більш гнучкий, ніж рострум зубчастих містіцетів.